# ネヴェリ
座標: 北緯56度01分 東経29度56分 / 北緯56.017度 東経29.933度

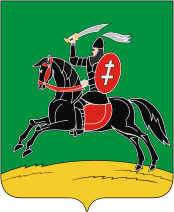
ネヴェリの紋章

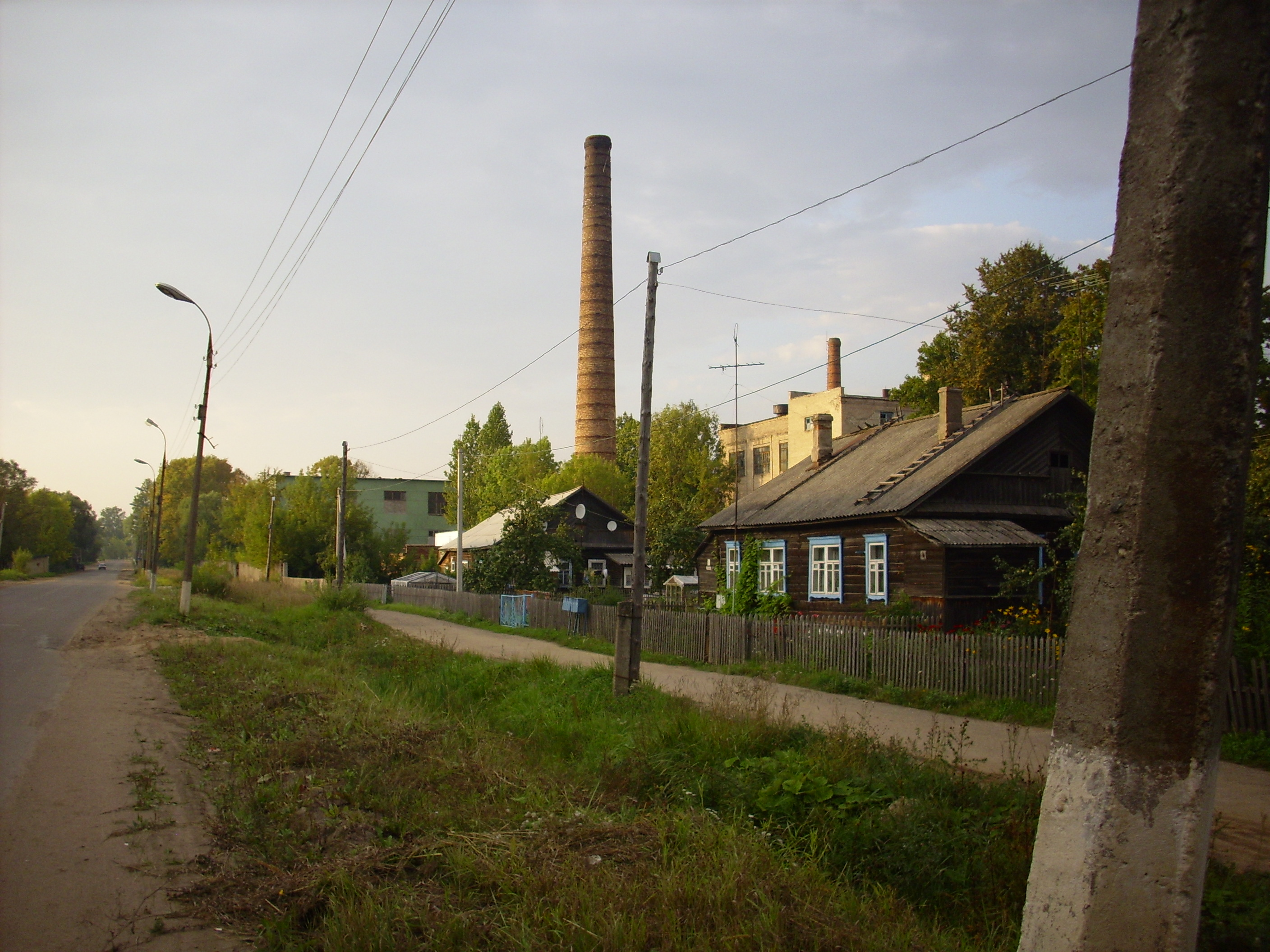

ネヴェリ（ロシア語: Невель, Nevel）は、ロシアのプスコフ州南部にある町。人口は1万3980人（2021年）。州都プスコフから南へ242km、最寄りの町は40km北にあるノヴォソコリニキ。ネヴェリ湖のほとりにある。

## 歴史
ネヴェリが文献で初出するのは1503年であり、当時はモスクワ大公国の領土で城塞があった。地名の由来はスラヴ人進出以前のフィン・ウゴル語派あるいはバルト語派の言語で「沼地」を意味する言葉ではないかと考えられる。
16世紀から18世紀までネヴェリはロシアとリトアニアの境界の町であり激しく争奪された。リヴォニア戦争の講和条約でポーランド・リトアニア共和国に割譲され、1678年にも再度ロシア領からポーランド・リトアニア連合領となった。その後100年間はポーランド・リトアニア連合の領土であったが1772年の第一次ポーランド分割でロシア領へと戻り直後に市の地位を与えられた。1778年にはエカチェリーナ2世のもとで都市計画が行われ、1781年には市の紋章も与えられた。
1812年のナポレオンのロシア遠征ではネヴェリはロシア軍の要塞となった。19世紀には工場もいくつか置かれたほか農産品を扱う定期市が建つことで知られた。
1941年7月から1943年10月までは第二次世界大戦によりドイツ国防軍に占領され大きく破壊され、戦後に集中的に再建と産業集積が進んだ。
今日のネヴェリには靴や繊維など15ほどの工場がある。またサンクトペテルブルクからヴィチェプスクへの鉄道と、ヴェリーキエ・ルーキからポラツクへの鉄道が交わる交通の要衝でもある。またサンクトペテルブルクから南へ走るロシア連邦道路R23が通り、すぐ南のベラルーシとの国境を超えると最終的にはウクライナのオデッサへと至る。またモスクワとセーベジを結び最終的にはリガへ至るロシア連邦道路M9へも近い。